# 2976 Lautaro
2976 Lautaro (1974 HR) là một tiểu hành tinh nằm phía ngoài của vành đai chính được phát hiện ngày 22 tháng 4 năm 1974 bởi C. Torres ở Cerro El Roble.